# 佐々木周一
佐々木 周一（ささき しゅういち、1893年 - 1982年）は、日本の実業家。三井船舶代表取締役社長や、日本船主協会会長、日本海難防止協会会長等を歴任した。

## 人物・経歴
1893年小樽高等商業学校（現小樽商科大学）卒業、三井物産入社。イギリス駐在等を経て、1942年三井船舶専務取締役。1944年三井本社代表取締役常務理事。日本の降伏後1945年三井船舶代表取締役社長に就任。1946年には日本船主協会会長も兼務したが、同年公職追放となり退任。1962年三井ライン興業取締役。1968年から日本原子力船開発事業団理事長を務め、むつの開発などを進めた。日本海難防止協会会長、海上安全審議会会長なども歴任した。